# Frida
Frida je žensko osebno ime.

## Izvor imena
Ime Frida je različica ženskega osebnega imena Friderika.

## Pogostost imena
Po podatkih Statističnega urada Republike Slovenije je bilo na dan 31. decembra 2007 v Sloveniji število ženskih oseb z imenom Frida : 400.

## Osebni praznik
V koledarju je ime Frida zapisano pri imenu Friderika.